# 宇河弘樹
宇河 弘樹（うがわ ひろき、? - ）は、日本の漫画家、イラストレーター。男性。広島県出身。

## 略歴
1994年（平成6年）、『月刊コミックドラゴン』（富士見書房）に掲載の『黒エルフの不仕合わせな事情』でデビュー。その後『ヤングキングアワーズ』（少年画報社）を中心に寄稿。2000年（平成12年）から2007年（平成19年）まで同誌にて代表作『朝霧の巫女』を連載した。その後、同誌にて『ポストキッズ』の連載を2021年（令和3年）12月号から開始。
この作品はアニメ化もされたが、のちに製作サイドの度重なる不誠実な対応に業を煮やし、アニメ版のDVD全巻購入特典を本人自らが製作、発送した。
- 1994年（平成6年） - 「黒エルフの不仕合わせな事情」によりデビュー。
- 2000年（平成12年） - 「朝霧の巫女」の連載を開始。
- 2002年（平成14年） - 『朝霧の巫女』がアニメ化される。
- 2007年（平成19年） - 「朝霧の巫女」の『ヤングキングアワーズ』本誌での連載を終了。同作品の執筆は続行され、2013年（平成25年）に第9巻が発売されて一応の完結を見た。
- 朝霧の巫女完結以降は、漫画を執筆する一方、広島県三次市の観光ポスターを手がけるなどしている。

## 作品リスト

### 既刊作品
- スタンダードブルー（1999年、YKコミックス（少年画報社）、ISBN 4-7859-1891-8）
- 妖の寄る家（2000年、YKコミックス、ISBN 4-7859-1970-1）
- 朝霧の巫女（YKコミックス）
  1. 三次帰郷編（2001年、ISBN 4-7859-2060-2）
  2. 学園編I（2001年、ISBN 4-7859-2122-6）
  3. 学園編II（2002年、ISBN 4-7859-2206-0）
  4. 南帝降臨篇（2004年、ISBN 4-7859-2389-X）
  5. 幽世篇（2007年、ISBN 978-4-7859-2896-4）
  6. 夏祭り篇（2009年、ISBN 978-4-7859-3286-2）
  7. 湊川篇（2011年、ISBN 978-4-7859-3558-0）
  8. 八岐大蛇篇（2012年、ISBN 978-4-7859-3853-6）
  9. 国産み篇（2013年、ISBN 978-4-7859-4010-2）
- 二輪乃花 (2012年、まんがタイムKRコミックス、ISBN 978-4-8322-4195-4）
- おるたな（2014年、YKコミックス、ISBN 978-4-7859-5291-4）※下記3作品収録
  - 炎情の猫三味線 -必殺剣地獄風車-（2008年、『コミックヴァルキリー』Vol.10 ）
  - THE CINDERELLA SHOES（2008年、『ドラゴンエイジピュア』Vol.14）
  - アサギリノミコ 〜オルタナティブシアター〜（『ヤングキングアワーズ』2010年3月号 - 2014年5月号、不定期連載）
- 猫瞽女（2015年 - 2017年、YKコミックス、『月刊ヤングキングアワーズGH』2014年9月号 - 2017年4月号、全4巻）
  1. 2015年、ISBN 978-4-7859-5501-4
  2. 2015年、ISBN 978-4-7859-5662-2
  3. 2016年、ISBN 978-4-7859-5814-5
  4. 2017年、ISBN 978-4-7859-5991-3
- 黒の創造召喚師―転生者の叛逆―（2017年 - 2020年、原作：幾威空 『アルファポリス-電網浮遊都市-』2017年8月2日 - 2020年4月1日）
  1. 2018年、ISBN 978-4-4342-4478-0
  2. 2019年、ISBN 978-4-4342-5762-9
  3. 2020年、ISBN 978-4-4342-7449-7
- ポストキッズ（2022年 - 2023年、『ヤングキングアワーズ』2021年12月号[2] - 2023年11月号、全3巻、全22話）
  1. 2022年5月30日[3][4]、ISBN 978-4-7859-7144-1
  2. 2023年1月30日、ISBN 978-4-7859-7316-2
  3. 2023年12月26日、ISBN 978-4-7859-7572-2
- エンゲージ・フォー・プリンセス（2025年 - 、『ヤングキングアワーズ』2025年7月号 - ）

## 関連書籍
- 渡辺水央 『朝霧の巫女 完全解析書』（フットワーク出版、2002年、ISBN 4-8768-9440-X）

## 補足
- 2005年（平成17年）8月上旬に本人念願の初マイカーとしてマツダ・ロードスター（NA6CE型 = 初代モデル）を購入。この車は『朝霧の巫女』の登場キャラクターの一人、稗田倉子の乗る車である（ただし彼女のはNB6C型 = 2代目モデル）。本人のブログで記述されている。
- 2006年（平成18年）ごろより3DWebアニメの創作を始めており、ブログにてその成果がいくつか散見できる。
- 2010年（平成22年）より『朝霧の巫女』の舞台である三次市のイベント三次さくら祭のイベントメインビジュアルを担当している（2010年（平成22年）は朝霧の巫女の稗田三姉妹を描いているが、翌年からはオリジナルの描きおろし作品となっている）。